# Kábesz
Kábesz (arab nyelven: قابس  (Gābis), más neveken: Gabès, Cabes, Kabes, Gabbs és Gaps) város és kormányzósági székhely Tunéziában, a sivatag kapujában, a Gabèsi-öböl partján. Lakosainak száma alapján a 6. legnagyobb tunéziai város.

## Fekvése
Tunisztól 400 km-re délre fekvő település.

## Története
Kábesz föníciai alapítású és karthágói érdekeltségű település, amelyet i. e. 161-ben a Rómával szövetséges numídiai király csapatai dúltak fel és foglaltak el. Tacapa néven római kolóniává alakult, de a birodalom bukásával maga is elsorvadt. A várost később a 7. században a szent életű Sidi Boulbaba támasztotta fel ismét.
A 12., majd a 16. századi írásokban már mint nagy, bástyafallal körülvett város szerepelt. A franciák a déli végek védelmére nagy katonai táborrá fejlesztették, emiatt nem volt ipari vagy infrastrukturális fejlesztés. A második világháború afrikai hadjárata során – részben a Mareth-vonal közelsége miatt – igen komoly károkat szenvedett. A Mareth védelmi vonalat a két világháború között a dél felől várt támadás kivédése miatt a franciák építették ki.
Iparosodása csak az 1970-es években indult meg. A város építészeti és képzőművészeti emlékekben igen szegény. A város épületei a történelem számos viharát állták ki, de az 1942–1943. évi bombázások hozzájárultak az addig megmaradt emlékek eltüntetéséhez. A város egyetlen igazán műemlék épülete a Sidi Boulbabáról elnevezett mecset, amely a város külső övezetében egy temetőnél található.

## Galéria

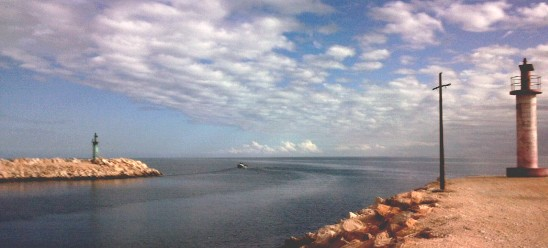
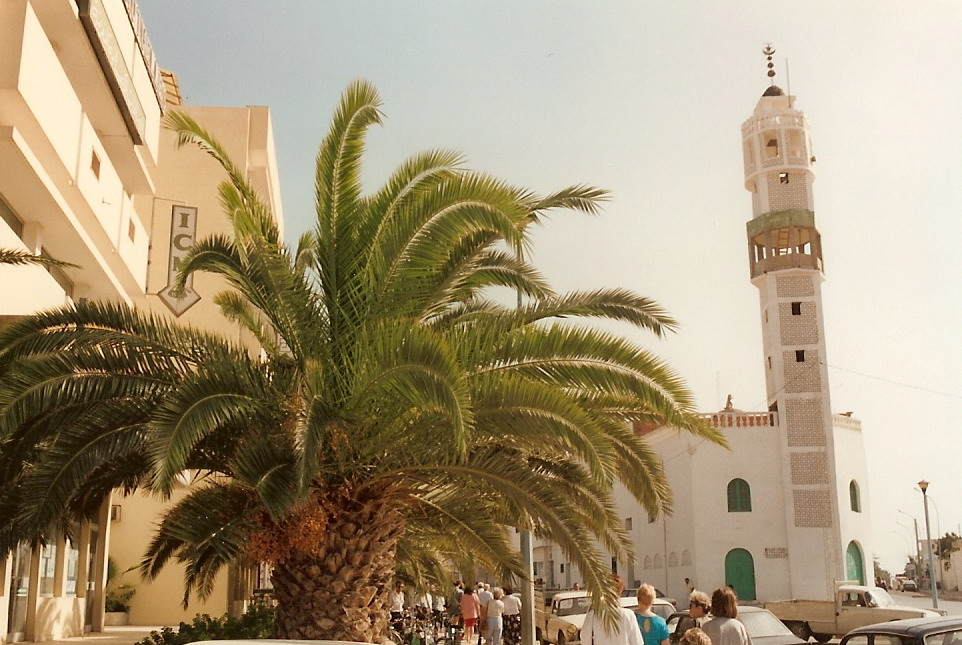
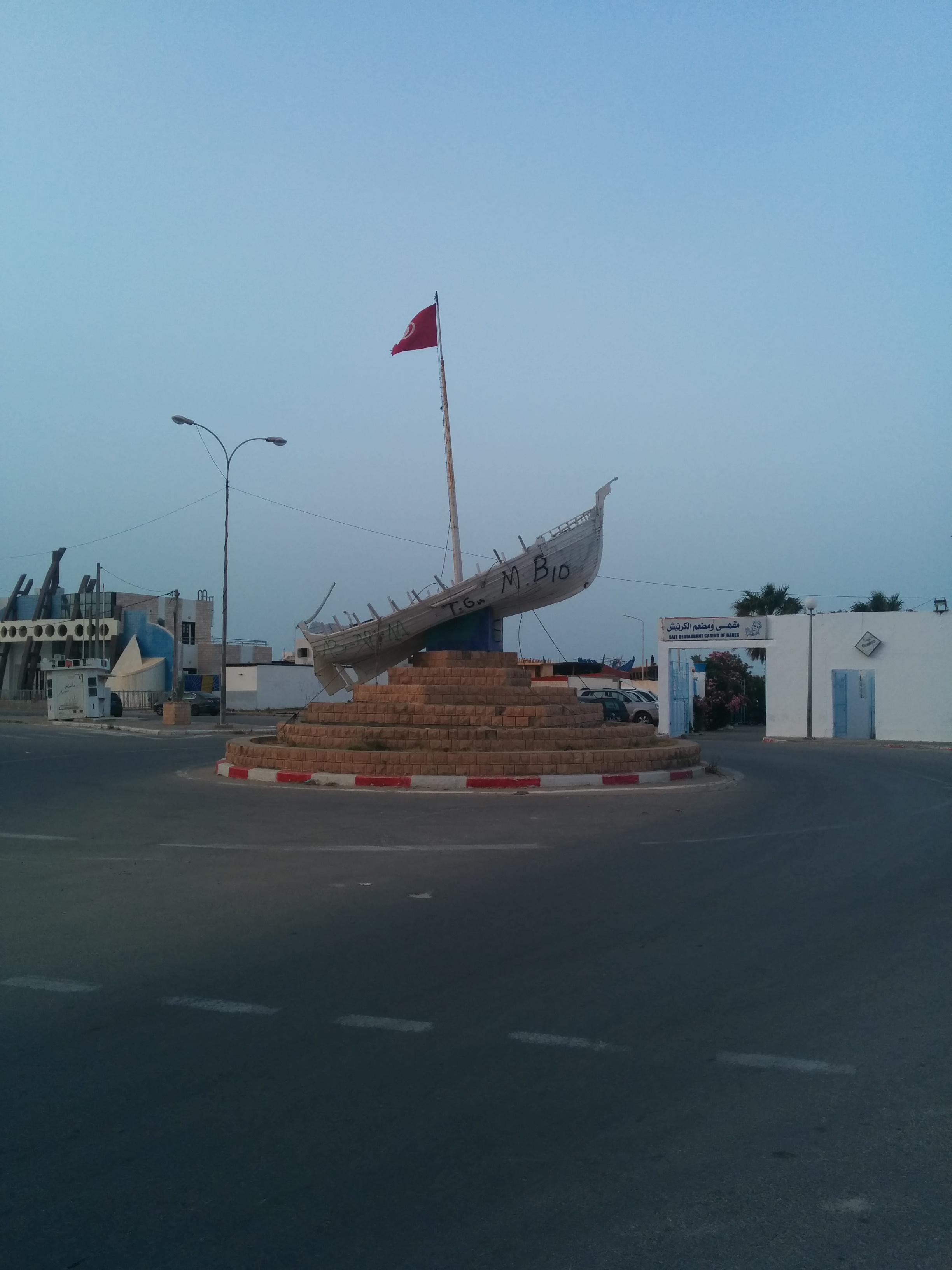
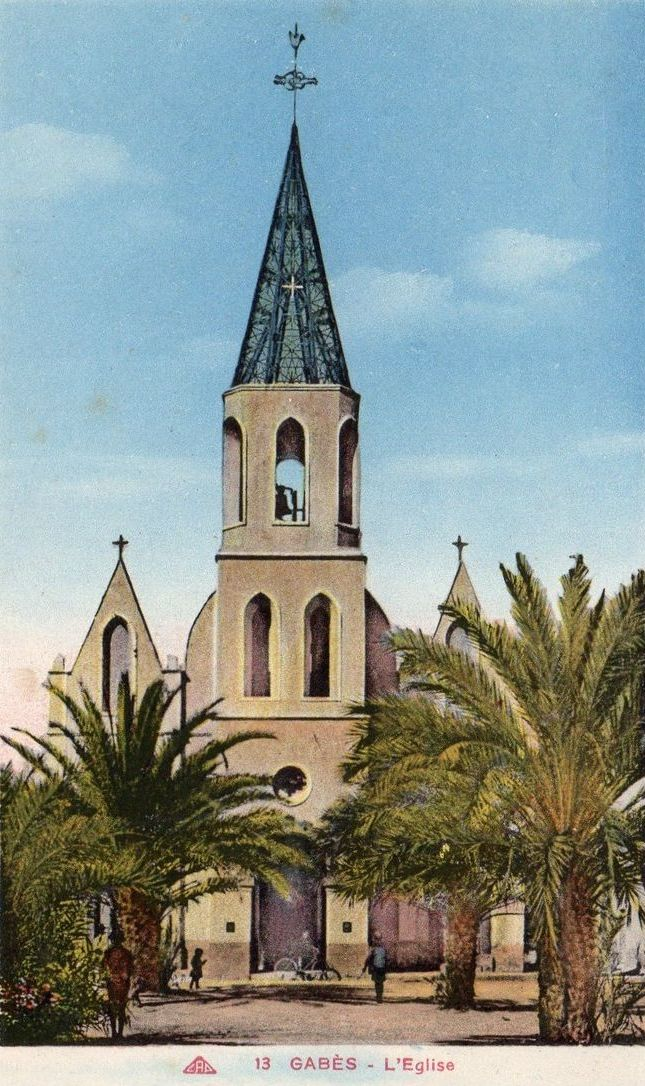
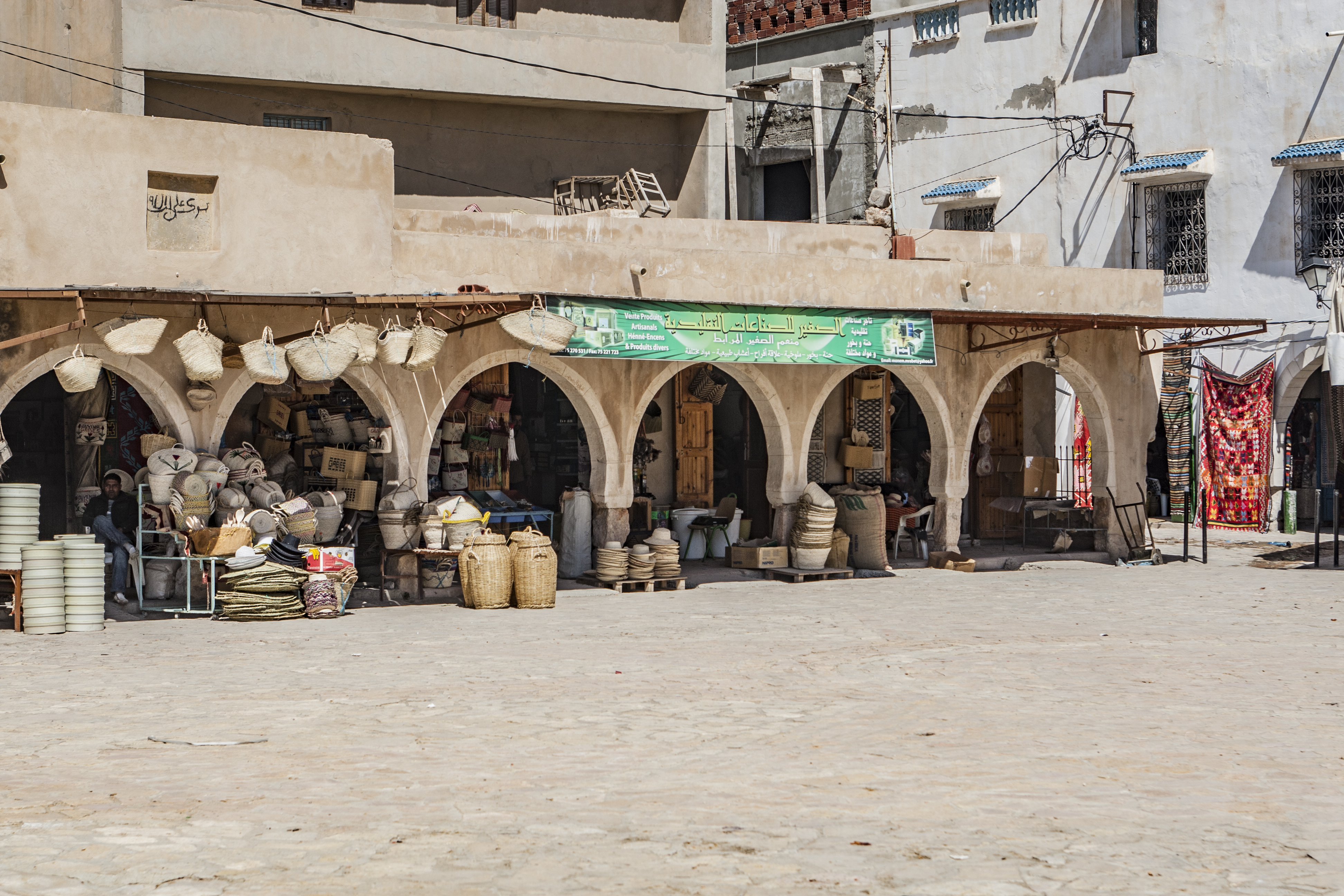
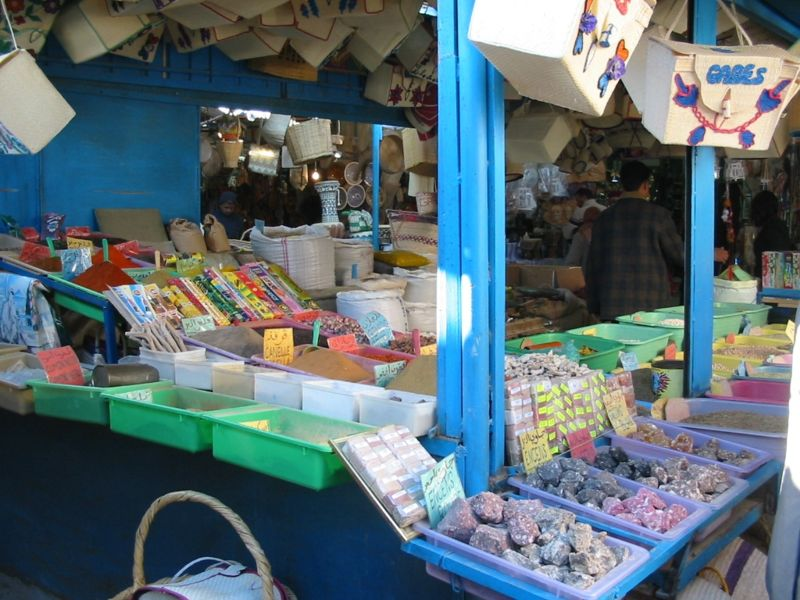